# Майка (сериал, 2010)
„Майка“ (на японски: マザー, Mazā; на английски: Mother) е японски сериал, който се излъчва от 11 април до 23 юни 2010 г. по Nippon TV.

## Актьори
- Ясуко Мацуюки – Нао Сузухара
- Мана Ашида – Рена Мичики / Цугуми Сузухара

## Версии
- Майка (2016), турски сериал, продуцирано от Star TV през 2016 г., с участието на Джансу Дере, Вахиде Перчин и Берен Гьокйълдъз.
- Майка (2018), южнокорейски сериали, продуцирано от tvN през 2018 г., с участието на И Бо-йонг, Хо Юл, И Хе-йонг, Нам Ки-е и Ко Сун-хи.